# Уэллс, Делорес
Делорес Уэллс (англ. Delores Wells; 17 октября 1937, Рединг, Пенсильвания, США — 9 февраля 2016, Финикс, Аризона, США) — американская модель и актриса. Девушка месяца журнала Playboy за июнь 1960 года.

## Биография
Делорес родилась в Рединге, Пенсильвания.
В июне 1960 года была выбрана Девушкой месяца журнала Playboy, за что получила гонорар в 500 долларов. В течение последующих двух лет, пока действовал контракт Делорес Уэллс с журналом, она получала 100 долларов ежемесячно.
В 1960-е годы Уэллс снялась в нескольких фильмах и сериалах. В то же время она работала «зайкой» Playboy в чикагском Playboy Club, за что ей платили $1000 в неделю.
Уэллс умерла 9 февраля 2016 года.

## Фильмография
| Год  |   | Русское название                 | Оригинальное название       | Роль                          |
| ---- | - | -------------------------------- | --------------------------- | ----------------------------- |
| 1961 | с | Шоу Бобби Каммингса              | The Bob Cummings Show       | н/д                           |
| 1961 | с | 87-й полицейский участок         | 87th Precinct               | администратор                 |
| 1962 | с | Триллер                          | Thriller                    | Фло                           |
| 1962 | с | —                                | Frontier Circus             | Мари                          |
| 1963 | с | Шоу Дика Пауэлла                 | The Dick Powell Show        | первая обманщица              |
| 1963 | ф | Пляжная вечеринка                | Beach Party                 | Сью                           |
| 1963 | с | Правосудие Берка                 | Burke’s Law                 | девушка мечты                 |
| 1964 | ф | Мускулы на пляже                 | Muscle Beach Party          | Сниффлс                       |
| 1964 | ф | Пляж бикини                      | Bikini Beach                | Сниффлс                       |
| 1964 | ф | Путешественники во времени       | The Time Travelers          | Рина                          |
| 1967 | ф | Руководство для женатого мужчины | A Guide for the Married Man | очень привлекательная женщина |
| 1967 | ф | Отстранение                      | Banning                     | девушка в бассейне            |